# Santa Cruz do Arari
Santa Cruz do Arari este un oraș în Pará (PA), Brazilia. 